# Andrée Jacob
Pour les articles homonymes, voir Jacob.
Andrée Jacob, née le 22 juillet 1906 et morte le 6 février 2002 à Paris, est une figure de la Résistance française. Elle fut la compagne de la résistante Éveline Garnier et la cousine de l'artiste Max Jacob. 
Travaillant au début dans le monde de l'édition, elle participa activement à la Résistance pendant la Seconde Guerre mondiale, puis devint journaliste au journal Le Monde, avant de participer à la défense du  patrimoine culturel parisien.

## Biographie
Issue d'une famille juive de commerçants, elle naît le 22 juillet 1906 dans le 3e arrondissement de Paris.
Elle est la compagne d'une autre résistante, Éveline Garnier, nièce du philosophe Jacques Maritain, rencontrée dans les milieux catholiques gravitant autour de ce dernier.

### Pendant la Seconde Guerre mondiale
Andrée Jacob, recherchée du fait de ses origines juives, vit sous un faux-nom et ne porte pas l'étoile jaune. Elle permet de sauver des juifs et est très active au sein du réseau Nap (Noyautage des administrations publiques),. Son fait de guerre le plus célèbre est la Libération de la Bibliothèque nationale de France fin août 1944 lors de la Libération de Paris, où elle arrête, à la tête d'un peloton FFI, le directeur vichyste Bernard Faÿ et sauve les archives de la bibliothèque. 

### Après la Seconde Guerre mondiale
Andrée Jacob devient chef du service des archives au ministère des Anciens combattants. En 1963, en tant que citoyenne engagée, elle est élue maire-adjointe du 2e arrondissement de Paris. De 1965 à 1985, elle est journaliste au journal Le Monde, où elle tient une Chronique sur le vieux Paris. 
Devenue membre de la Commission du vieux Paris en 1986, elle écrit, jusqu'en 1991, plusieurs ouvrages sur le patrimoine de la capitale française.
Elle meurt le 6 février 2002 dans le 7e arrondissement de Paris. Elle est inhumée au cimetière du Montparnasse (division 24). Sa sépulture a été restaurée en 2022. 

## Distinctions
- Officier de la Légion d'honneur (1965) ; chevalier en 1946[réf. nécessaire]
- Croix de guerre 1939–1945 (1945)[réf. nécessaire]
- Médaille de la Résistance française (décret du 23 octobre 1945)[6]
- Officier de l'Instruction publique[réf. nécessaire]
- Chevalier de l'ordre des Arts et des Lettres[réf. nécessaire]
- Officier de l'ordre du Mérite du Bénin[réf. nécessaire]

## Hommages
À l’occasion du 75e anniversaire de la Libération de Paris, l'allée Andrée-Jacob et l'allée Éveline-Garnier sont inaugurées dans le 2e arrondissement de Paris le 29 août 2019,,.